# Betscheuma franzi
Betscheuma franzi är en mångfotingart som beskrevs av Jean-Paul Mauriès 1997. Betscheuma franzi ingår i släktet Betscheuma och familjen Pygmaeosomatidae. Inga underarter finns listade i Catalogue of Life.